# 厦门奥林匹克博物馆
厦门奥林匹克博物馆是位于中华人民共和国福建省厦门市的一座奥林匹克主题博物馆，也是国际奥委会和中国奥委会批准成立的中国首个以“奥林匹克”为名的博物馆。该座博物馆由国际奥委会委员、国际奥委会文化与遗传传承委员会主席吴经国创办并亲任馆长。
2007年11月23日，时任国际奥委会副主席猪谷千春，厦门市市长刘赐贵与国际奥委会委员吴经国一同为厦门奥林匹克博物馆举行揭幕仪式。2008年2月11日，博物馆正式对外开放。
2020年12月，厦门奥林匹克博物馆入选第四批国家三级博物馆名单。

## 馆藏
厦门奥林匹克博物馆在设计上传承了瑞士洛桑奥林匹克博物馆的理念。馆内一层大厅为公共区域，配有多媒体报告厅、VIP会议室、咖啡休闲厅及可经营国际奥林匹克和历届奥运题材的特色纪念品商店。二层由一个序厅和四个展厅组成，大部分展品为馆长吴经国担任国际奥委会委员多年来个人收藏的奥林匹克相关文物及纪念品，包括奥运火炬、奖牌、邮票、徽章、纪念币和吉祥物等共计11000余件。

## 活动
2014年5月7日，“回味索契，走进冬奥”索契冬奥会全国巡回展在厦门奥林匹克博物馆举行，此次展览共展出了索契冬奥会及近几届冬奥会的近200余件珍藏品。
2023年5月10日，厦门奥林匹克博物馆举办“方寸记忆——奥运史料展”展览活动，共展出藏品120余件，主要来自于国际奥委会、各国家和地区奥委会捐赠的奥运史料，厦门奥林匹克博物馆内珍藏的奥运史料，以及从南京奥林匹克博物馆借展的文物。